# Francesca Trivulzio
Francesca Trivulzio, född 1475, död 1560, var en italiensk adelskvinna, dam av Mirandola och grevinna av Concordia mellan 1502 och 1509 som gift med Ludovico I Pico.
Hon var ställföreträdande regent i Mirandola 1509-1513 och Concordia 1513-1526 för sin son Galeotto III Pico under hans omyndighet. 